# Nirmal
Nirmal (teluga: నిర్మల్) är en ort i Indien.   Den ligger i distriktet Ādilābād och delstaten Telangana, i den centrala delen av landet, 1 100 km söder om huvudstaden New Delhi. Nirmal ligger 338 meter över havet och antalet invånare är 80 982.
Terrängen runt Nirmal är platt. Runt Nirmal är det tätbefolkat, med 493 invånare per kvadratkilometer. Nirmal är det största samhället i trakten. Trakten runt Nirmal består till största delen av jordbruksmark.